# 판카즈 카푸르

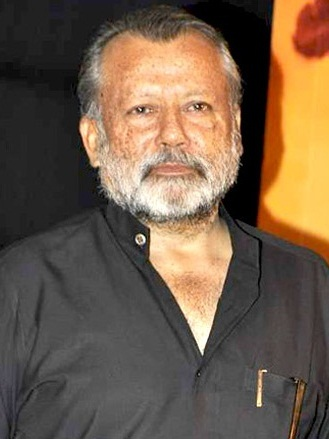

판카즈 카푸르(Pankaj Kapur, 1954년 5월 29일 ~ )는 인도의 배우, 텔레비전 배우이다.
루디아나에서 태어났다.

## 영화
- 파니를 찾아서 (2014년)
- 마트루 키 비즈리 카 맨도라 (2013년) - 맨돌라 역
- 모썸 (2011년)
- 레이즈 유어 보이스 (2008년) - 시두 역
- 세하르 (2005년)
- 더스 (2005년)
- 난 사랑에 빠졌어요 (2003년)
- 마크불 (2003년) - 자한거 칸 역